# Лондон 1886
Лондон 1886 — 2-й конгресс Британского шахматного союза.

## Итоги
- 1—2. Дж. Блэкберн, А. Берн — по 8½ очков из 12 (по дополнительному показателю 1-е место присуждено Дж. Блэкберну);
- 3—4. И. Гунсберг, Ж. Таубенгауз — по 8.